# Pedicularis dissectifolia
Pedicularis dissectifolia är en snyltrotsväxtart som beskrevs av Hui Lin Li. Pedicularis dissectifolia ingår i släktet spiror, och familjen snyltrotsväxter. Inga underarter finns listade i Catalogue of Life.